# Töre älv
Töre älv (Töreälven) är en skogsälv i Norrbottens kustland, som mynnar ut i Törefjärden i Bottenviken vid Töre. Den är cirka 40 km lång; med källflöden inberäknade är dess längd nästan det dubbla. Avrinningsområdet är 449 km².
Töre älv rinner upp i Tjäruträsket, 89 m ö.h. i Kalix kommun. Källflödena rinner upp i ett område där Bodens, Luleå och Överkalix kommuner strålar samman. De viktigaste källflödena är Tallån från Talljärv och Granån från Granträsket.
Den egentliga Töreälven passerar byarna Tjäruträsk, Veniksel, Småsel, Fattenborg, Långfors och Törböle innan älvdalens huvudort Töre nås vid mynningen i Törefjärden (Bottenviken).
Förutom de redan nämnda av flodområdets sjöar och diverse sel längs älven bör man även nämna Bölsträsket mellan Törböle och Töre samt Bredträsket en mil sydväst om Tjäruträsket. Förutom Kvarnbäcken från Bredträsket saknas större biflöden nedströms Tjäruträsket.